# Jul på Vesterbro (soundtrack)
 For alternative betydninger, se Jul på Vesterbro (flertydig). (Se også artikler, som begynder med Jul på Vesterbro)
Jul på Vesterbro er soundtracket til den sideløbende voksen-julekalender af samme navn, der blev udgivet d. 24. november 2003. Nummeret er skrevet og fremført af Anders Matthesen. Albummet blev ikke udgivet uden for Danmark, men blev yderst succesrig.[kilde mangler]
Nogle af teksterne er let ændret i forhold til teksten, der bliver brugt i julekalenderen. Titelsangen, "Jul på Vesterbro", blev oprindeligt udgivet på Hva' snakker du om? – Den ka' byttes Vol. 1 i 2000, dog kun med to vers, modsat de tre, der er på soundtracket. Det ekstra vers bliver sunget af Arne Nougatgren.

## Spor
| Nr. | Titel                          | Længde |
| --- | ------------------------------ | ------ |
| 1.  | "Stewarts Foderbræt"           |        |
| 2.  | "Jul på Vesterbro"             |        |
| 3.  | "Hjerternes Fest"              |        |
| 4.  | "Junkie Love"                  |        |
| 5.  | "Total Tyk Trunte"             |        |
| 6.  | "Min Babushka"                 |        |
| 7.  | "Træt Af Crack"                |        |
| 8.  | "Papas Sang"                   |        |
| 9.  | "Socialforvalterblues"         |        |
| 10. | "Halli Halløj"                 |        |
| 11. | "Kefir vs. Stewart"            |        |
| 12. | "Skal Du Ha’ Den I Fregatten?" |        |
| 13. | "Luk Drømmene Ind"             |        |

## Modtagelse
Albummet havde solgt guld i november 2013, platin i maj 2018 og i 
maj 2021 havde det solgt dobbeltplatin.